# Primo Arzilli
Primo Arzilli detto Il Biondo ed anche Trecciolo (Campiglia Marittima, 22 agosto 1912 – Grosseto, 6 marzo 1992) è stato un fantino italiano.
Protagonista del Palio di Siena per oltre vent'anni, vinse in cinque occasioni, due delle quali con il cavallo scosso.

## Biografia
Maremmano di nascita, Arzilli debuttò a 23 anni per i colori del Leocorno. Nonostante un inizio di carriera deludente dal punto di vista dei risultati (nessuna vittoria su 8 Palii corsi tra il 1935 ed il 1939), Il Biondo fu sempre presente in Piazza del Campo, fatta eccezione per il Palio di luglio del 1939.
Al ritorno in Piazza al termine della seconda guerra mondiale, Primo Arzilli corse per il Bruco sul cavallo Salomè: ancora una volta non riuscì a vincere. La prima vittoria arrivò però nel Palio del 16 agosto dello stesso anno, con i colori della Civetta; l'approdo nella Contrada del Castellare fu dettato dal caso: poco tempo prima di correre il Palio, il fantino si era recato presso Grosseto per svolgere alcune operazioni bancarie. Colui che si occupò di seguire la transazione dell'Arzilli era un contradaiolo e dirigente civettino, che successivamente si preoccupò di segnalare l'Arzilli a Sabatino "Batino" Mori, capitano della Contrada. Il legame che nacque tra il fantino e la Contrada fu estremamente florido: il connubio vinse in totale tre volte tra il 1945 ed il 1949.
La vittoria dell'agosto 1945 fu agevole: Arzilli, su Folco, dominò la corsa sin dall'inizio e vinse con un ampio margine sull'esordiente fantino Ciancone della Giraffa.
Dopo soli quattro giorni dal Palio dell'Assunta del 1945, fu indetto il "Palio della Pace": un Palio straordinario dedicato alla fine del conflitto bellico. Arzilli, passato sotto i colori del Bruco, era considerato il favorito anche grazie alle ingenti risorse economiche della Contrada. Nonostante ciò, Il Biondo venne sconfitto da Gioacchino Calabrò detto Rubacuori, fantino del Drago.
L'andamento altalenante contraddistinse sempre la carriera di Primo Arzilli, il quale riuscì a trovare la propria dimensione soprattutto sotto i colori della Civetta. La vittoria del 18 maggio 1947, in occasione del Palio straordinario dedicato al VI Centenario della nascita di Santa Caterina da Siena, fu emblematica. Arzilli dominò la corsa, e vinse nettamente montando il debuttante Brillante. Proprio quest'ultimo, un soggetto estremamente bizzoso e problematico, venne portato in piena notte dal fantino sulla pista del Rastrello; questo allenamento notturno portò evidentemente i suoi buoni frutti. La medesima accoppiata fantino-cavallo fu scelta dalla Civetta per il Palio di luglio, ma la scelta non fu proficua. Arzilli corse in agosto per il Leocorno, e neanche in quell'occasione riuscì a centrare la vittoria: il fantino pagò la sconfitta qualche tempo dopo, con una serie di schiaffi ricevuti in treno da parte di un contradaiolo del Leocorno.
Nel luglio 1948 Arzilli si trovò a sostituire Ciancone per montare Salomè, per i colori dell'Oca. Quel giorno la fortuna sorrise al fantino maremmano poiché il cavallo, pur rimasto scosso, riuscì a proseguire la corsa fino alla vittoria. Infatti Salomè, stimolato anche dalle nerbate del fantino Bubbolino dell'Onda, incalzò in maniera sempre più minacciosa Pietrino dell'Istrice; arrivati alla terza curva di San Martino, proprio Pietrino allargò la traiettoria della curva, permettendo a Salomè di approfittare dello spazio e di involarsi verso la vittoria.
Arzillì tornò nella Civetta già nell'agosto 1949, vincendo per la terza volta per la Contrada e divenendo, insieme con Piaccina, il fantino più vittorioso di sempre per il Castellare. Proprio nel sonetto a lui dedicato dai contradaioli nel giorno della vittoria, Arzilli venne indicato con il soprannome Trecciolo: il fantino Luigi Bruschelli deve il suo soprannome Trecciolino proprio ad Arzilli.
L'andamento altalenante della carriera di Arzilli si confermò negli anni successivi. Addirittura nel Palio straordinario dedicato al V Centenario della canonizzazione di San Bernardino da Siena, corso il 28 maggio 1950, era considerato il favorito assoluto grazie alle ingenti disponibilità economiche della propria Contrada (l'Istrice) ed alle doti del cavallo Popa. Arzilli pagò cara la propria avidità: preferì tenere per sé gran parte dei soldi a disposizione, piuttosto che spenderli negli accordi con gli altri fantini, e si ritrovò pertanto quasi tutti contro, a partire da Ciancone che lo nerbò in più occasioni.
L'ultima vittoria del maremmano è datata 16 agosto 1953, ancora una volta grazie al cavallo scosso. La Contrada della Selva (all'epoca "nonna") lo aveva ingaggiato per montare Mitzi; Arzilli cadde all'ultimo San Martino mentre era in lotta con Mezzetto dell'Istrice, ma Mitzi proseguì la corsa arrivando primo all'ultimo bandierino. Trecciolo, come Giovanni Brandani detto Pipistrello, vinse per la seconda volta in carriera grazie ad un cavallo scosso.
Primo Arzillì concluse la propria esperienza in Piazza del Campo nel 1956 a 44 anni, avendo mancato di correre solo in due occasioni in 21 anni di carriera, senza subire mai ammonizioni o squalifiche.

## Presenze al Palio di Siena
| Palio            | Contrada     | Cavallo       | Note   |
| ---------------- | ------------ | ------------- | ------ |
| 16 agosto 1935   | Leocorno     | Rondinella    | scosso |
| 2 luglio 1936    | Valdimontone | Rosella       |        |
| 16 agosto 1936   | Chiocciola   | Pino          |        |
| 2 luglio 1937    | Nicchio      | Otello        |        |
| 16 agosto 1937   | Istrice      | Otello        | scosso |
| 2 luglio 1938    | Chiocciola   | Elsa          |        |
| 16 agosto 1938   | Istrice      | Girardengo II |        |
| 16 agosto 1939   | Lupa         | Ero           |        |
| 2 luglio 1945    | Bruco        | Salomè        |        |
| 16 agosto 1945   | Civetta      | Folco         |        |
| 20 agosto 1945   | Bruco        | Mughetto      |        |
| 2 luglio 1946    | Civetta      | Misa          |        |
| 16 agosto 1946   | Onda         | Zola          |        |
| 18 maggio 1947   | Civetta      | Brillante     |        |
| 2 luglio 1947    | Civetta      | Brillante     |        |
| 16 agosto 1947   | Leocorno     | Vittoria      |        |
| 2 luglio 1948    | Oca          | Salomè        | scosso |
| 2 luglio 1949    | Oca          | Noce          | scosso |
| 16 agosto 1949   | Civetta      | Popa          |        |
| 28 maggio 1950   | Istrice      | Popa          |        |
| 2 luglio 1950    | Civetta      | Saetta        |        |
| 16 agosto 1950   | Civetta      | Forletto      | scosso |
| 2 luglio 1951    | Oca          | Marcellina    |        |
| 16 agosto 1951   | Istrice      | Archetta      |        |
| 2 luglio 1952    | Civetta      | Archetta      | scosso |
| 16 agosto 1952   | Aquila       | Pasquina      |        |
| 2 luglio 1953    | Oca          | Mitzi         |        |
| 16 agosto 1953   | Selva        | Mitzi         | scosso |
| 2 luglio 1954    | Aquila       | Botticella    |        |
| 16 agosto 1954   | Aquila       | Buriana       |        |
| 5 settembre 1954 | Selva        | Ravi II       |        |
| 2 luglio 1955    | Selva        | Ravi II       |        |
| 16 agosto 1955   | Civetta      | Incantatella  | scosso |
| 2 luglio 1956    | Giraffa      | Gaudenzia     |        |
| 16 agosto 1956   | Giraffa      | Belfiore      |        |